# Кукуевка (Хотынецкий район)
Куку́евка — деревня в Хотынецком районе Орловской области России. Административный центр Меловского сельского поселения.

## География
Деревня находится у южных окраин посёлка городского типа Хотынец, административного центра района, на расстоянии 50 км к западу от города Орёл, административного центра области.

### Часовой пояс
Деревня Кукуевка, как и вся Орловская область, находится в часовой зоне МСК (московское время). Смещение применяемого времени относительно UTC составляет +3:00.

## Население
| 2002 | 2010 |
| ---- | ---- |
| 426  | ↘366 |

### Национальный состав
Согласно результатам переписи 2002 года, в национальной структуре населения русские составляли 95 % из 426 чел.